# المجلس الثوري الصحوي السوداني
المجلس الثوري الصحوي السوداني هو ميليشيا مُسلّحة في دارفور بالسودان بقيادة القبائل العربية السودانية والزعيم موسى هلال. تأسّس المجلس في كانون الثاني/يناير 2014 ويُسيطر على مدن عدة من بينها كتم، كبكابية وسرف عمرة.